# Чемпіонат Європи з веслування на байдарках і каное 2017
Чемпіонат Європи з веслування на байдарках і каное 2017 пройшов 14—16 липня у Пловдиві (Болгарія).

## Медальний залік
| Місце   | Країна          | Золото | Срібло | Бронза | Загалом |
| ------- | --------------- | ------ | ------ | ------ | ------- |
| 1       | Угорщина        | 10     | 3      | 3      | 16      |
| 2       | Німеччина       | 6      | 1      | 3      | 10      |
| 3       | Росія           | 3      | 3      | 4      | 10      |
| 4       | Чехія           | 2      | 1      | 0      | 3       |
| 5       | Польща          | 1      | 4      | 4      | 9       |
| 6       | Португалія      | 1      | 2      | 0      | 3       |
| 7       | Іспанія         | 1      | 1      | 1      | 3       |
| 8       | Україна         | 1      | 0      | 3      | 4       |
| 9       | Велика Британія | 1      | 0      | 1      | 2       |
| 10      | Литва           | 1      | 0      | 0      | 1       |
| 11      | Білорусь        | 0      | 4      | 2      | 6       |
| 12      | Сербія          | 0      | 2      | 1      | 3       |
| 13      | Словенія        | 0      | 1      | 1      | 2       |
| 14      | Словаччина      | 0      | 1      | 1      | 2       |
| 15      | Данія           | 0      | 2      | 1      | 3       |
| 16      | Молдова         | 0      | 1      | 0      | 1       |
| 17      | Румунія         | 0      | 1      | 0      | 1       |
| 18      | Грузія          | 0      | 0      | 1      | 1       |
| 19      | Італія          | 0      | 0      | 1      | 1       |
| 20      | Норвегія        | 0      | 0      | 1      | 1       |
| Загалом | Загалом         | 27     | 27     | 28     | 82      |

## Результати

### Чоловіки
| Event                    | Gold                                                                  | Time      | Silver                                                                        | Time      | Bronze                                                                  | Time      |
| Каное-одиночки 200 м     | Генрікас Жюстаутас (LTU)                                              | 00:38.112 | Олексій Коровашков (RUS)                                                      | 00:38.157 | Заза Надірадзе (GEO)                                                    | 00:38.342 |
| Каное-одиночки 500 м     | Мартін Фукса (CZE)                                                    | 01:44.884 | Олег Тарновський (MDA)                                                        | 01:46.792 | Томаш Качор (POL)                                                       | 01:47.148 |
| Каное-одиночки 1000 м    | Себастьян Брендель (GER)                                              | 03:51.671 | Мартін Фукса (CZE)                                                            | 03:53.667 | Кирило Шамшурін (RUS)                                                   | 03:55.171 |
| Каное-одиночки 5000 м    | Себастьян Брендель (GER)                                              | 21:45.710 | Давід Варга (HUN)                                                             | 21:49.320 | Матеуш Камінський (POL)                                                 | 22:16.99  |
| Каное-двійки 200 м       | Росія Олександр Коваленко Іван Штиль                                  | 00:35.627 | Білорусь Андрій Богданович Денис Махлат                                       | 00:36.137 | Угорщина Йонатан Гайду Адам Фекете                                      | 00:36.330 |
| Каное-двійки 500 м       | Росія Віктор Мелантьєв Іван Штиль                                     | 01:36.264 | Румунія Леонід Карп Віктор Міхалачі                                           | 01:37.368 | Україна Дмитро Янчук Тарас Міщук                                        | 01:38.956 |
| Каное-двійки 1000 м      | Німеччина Юль Оельце Петер Кречмер                                    | 03:36.232 | Росія Віктор Мелантьєв Владислав Чеботар                                      | 03:37.300 | Італія Ніколае Краціун Сержіу Краціун                                   | 03:38.312 |
| Каное-четвірки 1000 м    | Польща Віктор Глазунов Пйотр Кулета Томаш Бараняк Марцін Гржибовський | 03:20.536 | Німеччина Конрад Шейбнер Себастьян Брендель Штефан Кірай Ян Вандрей           | 03:21.848 | Росія Кирило Шамшурін Ілля Штокалов Расуль Ішмухамедов Ілля Первухін    | 03:21.904 |
| Байдарки-одиночки 200 м  | Лаям Гіт (GBR)                                                        | 00:33.380 | Бенце Горват (HUN)                                                            | 00:33.455 | Марко Драгосавлевіч (SRB)                                               | 00:33.947 |
| Байдарки-одиночки 500 м  | Якуб Заврель (CZE)                                                    | 01:35.156 | Микита Борюков (BLR)                                                          | 01:35.252 | Балінт Копаш (HUN)                                                      | 01:35.432 |
| Байдарки-одиночки 1000 м | Фернандо Пімента (POR)                                                | 03:29.032 | Рене Поульсен (DEN)                                                           | 03:30.112 | Балінт Копаш (HUN)                                                      | 03:30.336 |
| Байдарки-одиночки 5000 м | Макс Гофф (GER)                                                       | 19:21.220 | Фернандо Пімента (POR)                                                        | 19:22.640 | Ейвінд Вольд (NOR)                                                      | 19:29.540 |
| Байдарки-двійки 200 м    | Угорщина Марк Баласка Балаш Біркаш                                    | 00:30.740 | Росія Кирило Ляпунов Олександр Дяченко                                        | 00:31.200 | Німеччина Рональд Рауе Макс Лемке                                       | 00:31.365 |
| Байдарки-двійки 500 м    | Угорщина Бенце Надаш Шандор Тотка                                     | 01:26.500 | Сербія Деян Пажич Ервін Хольперт                                              | 01:27.616 | Україна Іван Семикін Ігор Трунов                                        | 01:28.004 |
| Байдарки-двійки 1000 м   | Німеччина Макс Гофф Маркус Гросс                                      | 03:12.724 | Сербія Марко Томичевич Миленко Зоріч                                          | 03:13.780 | Іспанія Франсіско Кубелос Іньйо Пена                                    | 03:14.056 |
| Байдарки-четвірки 500 м  | Угорщина Бенце Надаш Петер Молнар Шандор Тотка Мілан Мозгі            | 01:18.556 | Словаччина Деніс Мисак Юрай Тарр Тібор Лінка Ерік Влчек                       | 01:18.640 | Білорусь Роман Петрушенко Микита Борюков Дмитро Тратцяков Віталій Бялко | 01:19.112 |
| Байдарки-четвірки 1000 м | Іспанія Франсіско Кубелос Хав'єр Кабаньїн Маркус Вальц Іньйо Пена     | 02:54.374 | Польща Мартін Брзезінський Рафал Росольський Бартош Стабно Норберт Кучинський | 02:54.658 | Словаччина Деніс Мисак Юрай Тарр Тібор Лінка Ерік Влчек                 | 02:54.666 |

### Жінки
| Event                    | Gold                                                      | Time      | Silver                                                                          | Time      | Bronze                                                           | Time      |
| Каное-одиночки 200 м     | Олеся Ромашенко (RUS)                                     | 00:45.804 | Кінчо Такац (HUN)                                                               | 00:46.416 | Олена Наздрова (BLR)                                             | 00:47.080 |
| Каное-двійки 500 м       | Угорщина Віраж Балла Кінцо Такач                          | 02:00.224 | Білорусь Олена Наздрова Каміла Бобр                                             | 02:01.364 | Росія Ірина Андреєва Олеся Ромашенко                             | 02:03.928 |
| Байдарки-одиночки 200 м  | Дора Луч (HUN)                                            | 00:39.317 | Емма Єргенсен (DEN)                                                             | 00:39.357 | Шпела Пономаренко (SLO)                                          | 00:39.697 |
| Байдарки-одиночки 500 м  | Тамара Такач (HUN)                                        | 01:47.264 | Ольга Худенко (BLR)                                                             | 01:47.844 | Олена Анюшина (RUS)                                              | 01:47.908 |
| Байдарки-одиночки 1000 м | Дора Бодоний (HUN)                                        | 03:57.984 | Беата Міколайчик (POL)                                                          | 03:59.744 | Рейчел Кауторн (GBR)                                             | 04:00.264 |
| Байдарки-одиночки 5000 м | Дора Бодоний (HUN)                                        | 21:40.570 | Єва Барріос (ESP)                                                               | 21:41.110 | Табеа Медерт (GER)                                               | 21:41.230 |
| Байдарки-двійки 200 м    | Україна Марія Кічасова Анастасія Горлова                  | 00:36.527 | Португалія Джоана Васконселос Франціска Лаіа                                    | 00:36.777 | Польща Домініка Влодарчик Катаржина Колодзейчик                  | 00:37.117 |
| Байдарки-двійки 500 м    | Німеччина Франціска Вебер Тіна Дітце                      | 01:38.604 | Словенія Шпела Пономаренко Аня Остерман                                         | 01:38.996 | Польща Беата Міколайчик Анна Пулавська                           | 01:40.632 |
| Байдарки-двійки 1000 м   | Угорщина Река Хагімасі Рамона Фаркасді                    | 03:43.048 | Польща Кароліна Маркієвіч Джулія Ліс                                            | 03:44.888 | Німеччина Табеа Медерт Мелані Гебхард                            | 03:45.652 |
| Байдарки-четвірки 500 м  | Угорщина Дора Луч Тамара Такач Еріка Медвецкі Нінетта Вад | 01:30.724 | Польща Домініка Влодарчик Беата Міколайчик Анна Пулавська Катаржина Колодзейчик | 01:31.596 | Україна Марія Кічасова Анастасія Тодорова Марія Повх Інна Грищун | 01:31.624 |